# Dimitri Payet
Florent Dimitri Payet, född 29 mars 1987 i Saint-Pierre, Réunion, är en fransk fotbollsspelare (yttermittfältare) som spelar för brasilianska Vasco da Gama. Han har tidigare spelat för Marseille och West Ham United.

## Karriär

### Lille
Den 28 juni 2011 värvades Payet av Lille för €10 miljoner, 91,5 miljoner svenska kronor, och skrev på ett fyraårskontrakt med klubben.

### Marseille
Den 27 juni 2013 värvades Payet av Marseille.

### West Ham United
Den 26 juni 2015 värvades Payet av Premier League-klubben West Ham United, där han skrev på ett femårskontrakt med option på ytterligare ett år. I februari 2016 skrev Payet på ett nytt 5,5-årskontrakt med West Ham.

### Återkomst i Marseille
Den 29 januari 2017 meddelade West Ham United att de accepterat ett bud från Marseille på 25 miljoner pund (cirka 277 miljoner kronor). Han presenterades följande dag av Marseille och skrev på ett 4,5-årskontrakt med klubben.
Den 27 juni 2020 förlängde Payet sitt kontrakt i Marseille fram till 2024.